# Marcel Žigante
Marcel Žigante (Rijeka, 1929. – Rijeka, 9. ožujka 2015.), hrvatski nogometaš i nogometni trener. Igrao u napadu na mjestu desnoga krila. Krasila ga je brzina, prodornost, dobar dribling i učinkovitost u pucanju. Po struci je bio profesor zemljopisa.

## Životopis
Rođen u Rijeci. Nogometnu karijeru započeo tijekom drugog svjetskog rata. Igrao je za zagrebačku Špartu (1943. – 1945.). Poslije rata igrao je za novoformirani Dinamo iz Zagreba, od 1945. do 1947. godine. Od 1947. do 1949. je u čapljinskom Borcu. 
Nogometnu karijeru nastavio je u Bosni. Za Sarajevo je igrao od 1949. do 1955. godine. Bio je dio napadne linije Žigante – F. Lovrić – Žigman – Đ. Lovrić – Bukvić. Od 1950. godine do odlaska iz kluba, bio je četvrti strijelac Sarajeva poslije Živkova i braće Lovrić. Za Sarajevo je odigrao više od 180 utakmica.
Nogometnu je karijeru nastavio u beogradskom Radničkom (1955. – 1956.) s kojim je došao do trećeg mjesta u prvenstvu sezone 1955./56.
Godine 1956. novo odredište bio je gradski suparnik Sarajeva Željezničar u kojem je ostao do 1960. godine.
Trenersku karijeru počeo je u niželigašu iz obližnje Hrasnice Famosu koji je uveo u drugu saveznu ligu. Famosa je vodio od 1962. do 1964. godine. Potom je u Kaknju, gdje kratko vodi Rudar (1964. – 1965.). Sljedeću sezonu je u Hercegovini u Trebinju gdje kratko vodi Leotara (1965. – 1966.). Vratio se u prvoligaša sarajevskog Željezničara u kojem je od 1966. do 1967. godine. Nakon skoro neprekinutih 20 godina u Bosni i Hercegovini, odlazi u Srbiju gdje vodi Bor (1968. – 1972.). 1972. – 1973. vodio je Rijeku.Od 1975. do 1976. opet je u Bosni, u Zenicu gdje je vodio Čelik.
Žiganteov praunuk Noa Petričko rođen 9. listopada 2014. u Zagrebu, listopada 2014. postao je najmlađi član FK Sarajevo.